# 高幡不動検車区
高幡不動検車区（たかはたふどうけんしゃく）は、東京都日野市にある、京王電鉄の車両基地。

## 概要
京王電鉄第二の車両基地である。1925年（大正14年）3月、玉南電気鉄道府中 - 八王子間開業時に「高幡不動工場」として高幡不動駅の北側に開設された。そして、京王電気軌道との合併時に工場機能は桜上水工場に吸収され、検車区が残った。さらに東京急行電鉄の所属を経て1948年（昭和23年）に京王帝都電鉄（現・京王電鉄）の所属となった。1951年（昭和26年）1月の桜上水検車区発足時に「桜上水検車区高幡不動出張所」となり、1959年（昭和34年）5月に高幡不動検車区として独立した。
高幡不動駅および高幡不動検車区を多摩都市モノレール線がまたぎ、直下に東京都道・神奈川県道503号相模原立川線が京王線・京王動物園線をくぐっている。
京王線系統（京王線・京王新線・相模原線・高尾線・動物園線・競馬場線）の車両は、この高幡不動検車区と、相模原線若葉台駅北西の若葉台検車区（および京王線桜上水駅北側の同検車区桜上水派出所）の2区体制となっている。

## 設備
高幡不動駅北側に隣接する「西地区」と新宿寄り、多摩都市モノレール高幡不動駅をくぐった先にある「東地区」に分かれている。西地区は検車区発足当初からある施設で、8両編成長の西検車庫ピット2線、車両洗浄装置と洗浄線1線を含めた11本の収容線がある。ただし、主な検車部門は東地区で行われており、西検車庫は簡易な修繕や事業用車（デヤ900、クヤ900、サヤ912）の収容線として使用している。
東地区は10両編成長の東検車庫ピット2線など16本の収容線があり、現在は東検車庫で月検査・列車検査など主要な検査業務を行っている。高幡不動駅始発・終着の列車は、この留置線から本線に進入および本線から留置線に進入する。

## 配置車両
- 2021年4月時点[3][4]
  - 7000系 - 2両編成5本・4両編成7本・6両編成3本
  - 8000系 - 10両編成14本
  - 9000系 - 8両編成4本・10両編成4本
  - デヤ900、クヤ900、サヤ912（事業用車）- 4両

これ以外の京王線系統車両は若葉台検車区に配置。